# Hemipteripsylla matsumurana
Hemipteripsylla matsumurana är en insektsart som först beskrevs av Shinji Kuwayama 1949.  Hemipteripsylla matsumurana ingår i släktet Hemipteripsylla och familjen rundbladloppor. Inga underarter finns listade i Catalogue of Life.